# Rainer Hildebrandt
Rainer Hildebrandt (* 14. Dezember 1914 in Stuttgart; † 9. Januar 2004 in Berlin) war ein deutscher Menschenrechtsaktivist und Publizist, Widerstandskämpfer gegen den Nationalsozialismus, Mitgründer der Kampfgruppe gegen Unmenschlichkeit sowie Gründer des Mauermuseums – Haus am Checkpoint Charlie in Berlin.

## Leben

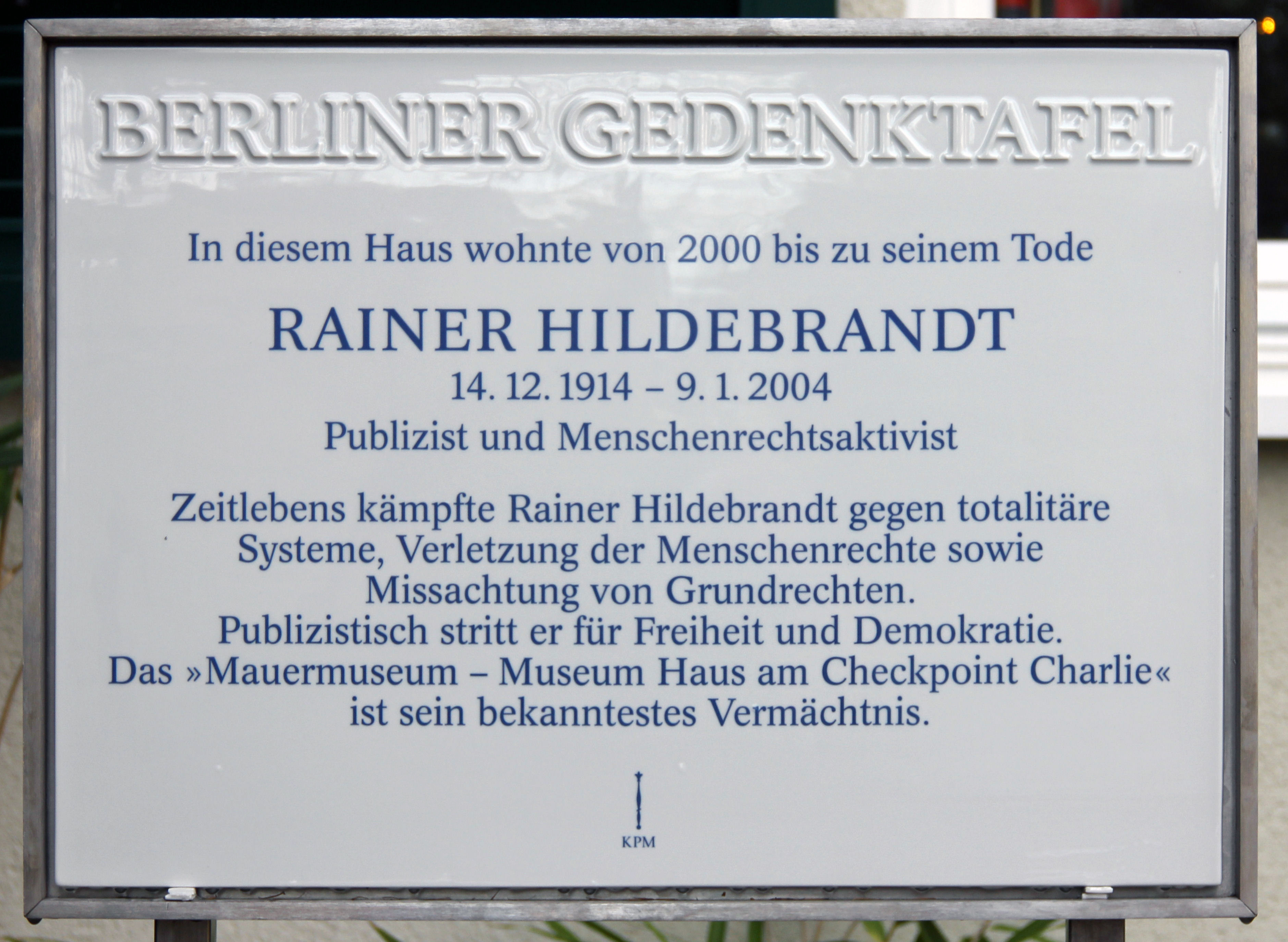
Berliner Gedenktafel am Haus, Zikadenweg 84, in Berlin-Westend

Rainer Hildebrandt, Sohn des Kunsthistorikers Hans Hildebrandt und der Malerin Lily Hildebrandt, studierte in Berlin zunächst Physik, später Philosophie und Soziologie an der Auslandswissenschaftlichen Fakultät und promovierte bei Franz Rupp über ein arbeitspsychologisches Thema. An seiner Hochschule sammelte sich ab 1939/40 ein reger Kreis widerständiger Dozenten und Studenten. Darunter befanden sich neben Harro Schulze-Boysen und Horst Heilmann auch der Professor Albrecht Haushofer und der Student Rainer Hildebrandt. Er hatte Kontakt zum weiteren Kreis der Verschwörer vom 20. Juli 1944 und war Angehöriger des Haushofer-Kreises: „Den Weggefährten gilt ein langer Blick. Ich habe meine besten Freunde, Albrecht Haushofer und Horst Heilmann, im Nazi-Reich verloren und war selbst 17 Monate in Haft. Ich habe gelernt, gegen das Unrecht zu kämpfen.“ Hildebrandt wurde wegen „Wehrkraftzersetzung“ und Verbindungen zu Widerstandsgruppen inhaftiert.

### Mitbegründer der Kampfgruppe gegen Unmenschlichkeit
Nach dem Beginn des Kalten Krieges gründete Hildebrandt zusammen mit dem Schriftsteller Günther Birkenfeld, dem damaligen Vorsitzenden der Jungen Union Ernst Benda und dem damaligen FDP-Stadtverordneten Herbert Geisler als Lizenzträger der Alliierten Kommandantur die von Geheimdiensten finanzierte antikommunistische Kampfgruppe gegen Unmenschlichkeit (KgU). Geleitet wurde diese Kampfgruppe am Anfang von Rainer Hildebrandt, dessen Hauptziel zunächst darin lag, einen Suchdienst zur Fahndung nach den vielen verhafteten und verschwundenen oder verschleppten und vermissten und verstorbenen Personen in der sowjetischen Besatzungszone aufzubauen. Parallel existierten weitere Karteien, wie eine von Denunzianten, die Mitbürger ins Gefängnis gebracht hatten oder solche, die Angaben über die politische, wirtschaftliche und militärische Situation machten. Bereits ab 1948 interessierte sich der US-amerikanische Geheimdienst CIC für die aufgebauten Karteien. Da Hildebrandt zur Zusammenarbeit bereit war und die Aktivitäten der Kampfgruppe sich mehr auf das Spionieren verlegte, flossen ab 1949 wesentlich über den Geheimdienst CIC und später CIA amerikanische Regierungsgelder.
Gegen Rainer Hildebrandt gab es drei Entführungsversuche, unter anderem von der DDR-Staatssicherheit. Der erste Entführungsversuch scheiterte nach Hildebrandts Erinnerungen am 24. Juli 1949.
Die KgU wurde nach Auslaufen der Lizenz als Verein am 2. April 1951 in das Vereinsregister beim Amtsgericht Berlin-Charlottenburg eingetragen. Wegen Differenzen mit dem 1950 in die Geschäftsleitung eingetretenen Ernst Tillich zog sich Rainer Hildebrandt im November 1951 aus der Leitung zurück. Ganz verließ er den Verband Mitte 1952, nachdem die KgU neben Propaganda und Spionage zu weiteren massiven Sabotageaktionen und Brandanschlägen übergegangen war und Sprengstoffanschläge durchführte. Bereits unter seiner Leitung wurden Eisenbahnschienen gesprengt, oder „Reifentöter“ anlässlich der Weltfestspiele 1951 ausgegeben. Am 4. und 8. September 1951 legte die KgU mittels Phosphorampullen Brände in Kaufhäusern in Leipzig während der Öffnungszeit.

### 1952 bis zum Tode
In der Straße Am Schlachtensee in Berlin-Nikolassee besaß Hildebrandt eine Villa. Die Verhältnisse dort beschrieb Mourad Kusserow, der hier 1954 nach seiner Flucht aus der DDR zeitweilig logierte, so:

„Gewerkschaftler, Künstler, Journalisten und Studenten, Politiker und Flüchtlinge aus dem Osten, manchmal gescheiterte Existenzen, Geheimagenten und V-Männer aller Geheimdienste, die amerikanische und britische Abwehr, das französische Deuxième Bureau, der Westberliner Staatsschutz und die Organisation Gehlen, der westdeutsche Nachrichtendienst, unter ihnen auch Spitzel, die für ostdeutsche Spionagedienste arbeiteten, gaben sich in der Villa am Schlachtensee […] die Klinke in die Hand.“

Kusserow hatte bereits Pfingsten 1954 eine von Hildebrandt initiierte Aktion kennengelernt. Bei der großen FDJ-Massenkundgebung aus Anlass des Ost-Berliner Deutschlandtreffens der Jugend regnete es plötzlich Flugblätter mit antikommunistischen Texten, die von weißen Luftballons aus West-Berlin herübergetragen worden waren. Kusserow lernte in der Villa auch Margarete Buber-Neumann kennen und ebenso Winfried Müller, der später als Si Mustapha-Müller in Marokko den algerischen Rückführungsdienst für Fremdenlegionäre leitete. Kusserow war seit 1960 dabei sein Mitarbeiter.
Hildebrandt widmete sich nach seinem Rückzug von der KgU überwiegend der Öffentlichkeitsarbeit und dann der kurze Zeit nach dem Bau der Berliner Mauer gegründeten Arbeitsgemeinschaft 13. August. Ehrenmitglieder der Arbeitsgemeinschaft waren unter anderem die Grünenpolitiker Petra Kelly und Gert Bastian. Bis zuletzt leitete Hildebrandt das Mauermuseum, das die Geschichte der Maueropfer und Mauerflüchtlinge dokumentiert.
Am 1. Oktober 1992 wurde dem Gründer des Mauermuseums in Berlin der Verdienstorden des Landes Berlin verliehen, 1994 wurde ihm durch Roman Herzog das Bundesverdienstkreuz I. Klasse verliehen. 1995 heiratete Hildebrandt Alexandra Hildebrandt, geb. Weissmann.
Am 9. Januar 2004 starb Rainer Hildebrandt mit 89 Jahren. Seine Witwe übernahm daraufhin die Leitung des Mauermuseums. Hildebrandts Wunsch war es, in der Nähe seines Freundes Albrecht Haushofer auf dem Friedhof Wilsnacker Straße für die Opfer von Krieg und Gewaltherrschaft in Berlin-Moabit beerdigt zu werden. Da es sich um einen Friedhof für Opfer von Krieg und Gewaltherrschaft handelt, auf dem auf Grund seines besonderen Status nach dem Gräbergesetz ausschließlich Personen beigesetzt werden können, die durch Krieg und Gewaltherrschaft ums Leben gekommen sind, konnte dieser Wunsch vom zuständigen Berliner Bezirksamt nicht erfüllt werden. Seine Witwe setzt sich jedoch weiterhin dafür ein, dass Hildebrandts letzter Wille erfüllt wird. Die Urne Hildebrandts mit der Nummer 173126 steht seit der Einäscherung im Krematorium Berlin-Ruhleben, da Alexandra Hildebrandt sich weigert, einen anderen Beisetzungsort zu akzeptieren. Eigentlich fällige Aufbewahrungsgebühren werden von der Berliner Verwaltung nicht erhoben. Ebenso wurde bisher auf eine amtliche Zwangsbeisetzung verzichtet.
2004 wurde der Internationale Menschenrechtspreis Dr.-Rainer-Hildebrandt-Medaille ins Leben gerufen.
Am 8. Oktober 2020 wurde an seinem ehemaligen Wohnort, Berlin-Westend, Zikadenweg 84, eine Berliner Gedenktafel enthüllt.

## Werke (Auswahl)
- Wir sind die Letzten. Aus dem Leben des Widerstandskämpfers Albrecht Haushofer und seiner Freunde. Neuwied/Berlin, Michael-Verlag, 1949.
  - Neuauflage: ...die besten Köpfe, die man henkt. Ein tragischer Auftakt zur deutschen Teilung und zur Mauer. Hg. von Alexandra Hildebrandt. Berlin, Verlag Haus am Checkpoint Charlie, 2003.
- Als die Fesseln fielen … Neun Schicksale in einem Aufstand. Berlin, arani-Verlag, 1956.
- Es geschah an der Mauer. Eine Bilddoumentation des Sperrgürtels um Berlin (West), seine Entwicklung vom 13. August 1961 bis heute mit den wichtigsten und erregendsten Geschehnissen. (Ausstellungskatalog), Berlin, Arbeitsgemeinschaft 13. August, 1966.
- Von Gandhi bis Walesa. Gewaltfreier Kampf für Menschenrechte. Berlin, Verlag Haus am Checkpoint Charlie, 1987.
- Die Mauer spricht. Berlin, Verlag Haus am Checkpoint Charlie, 1983.